# كاميرات مراقبة

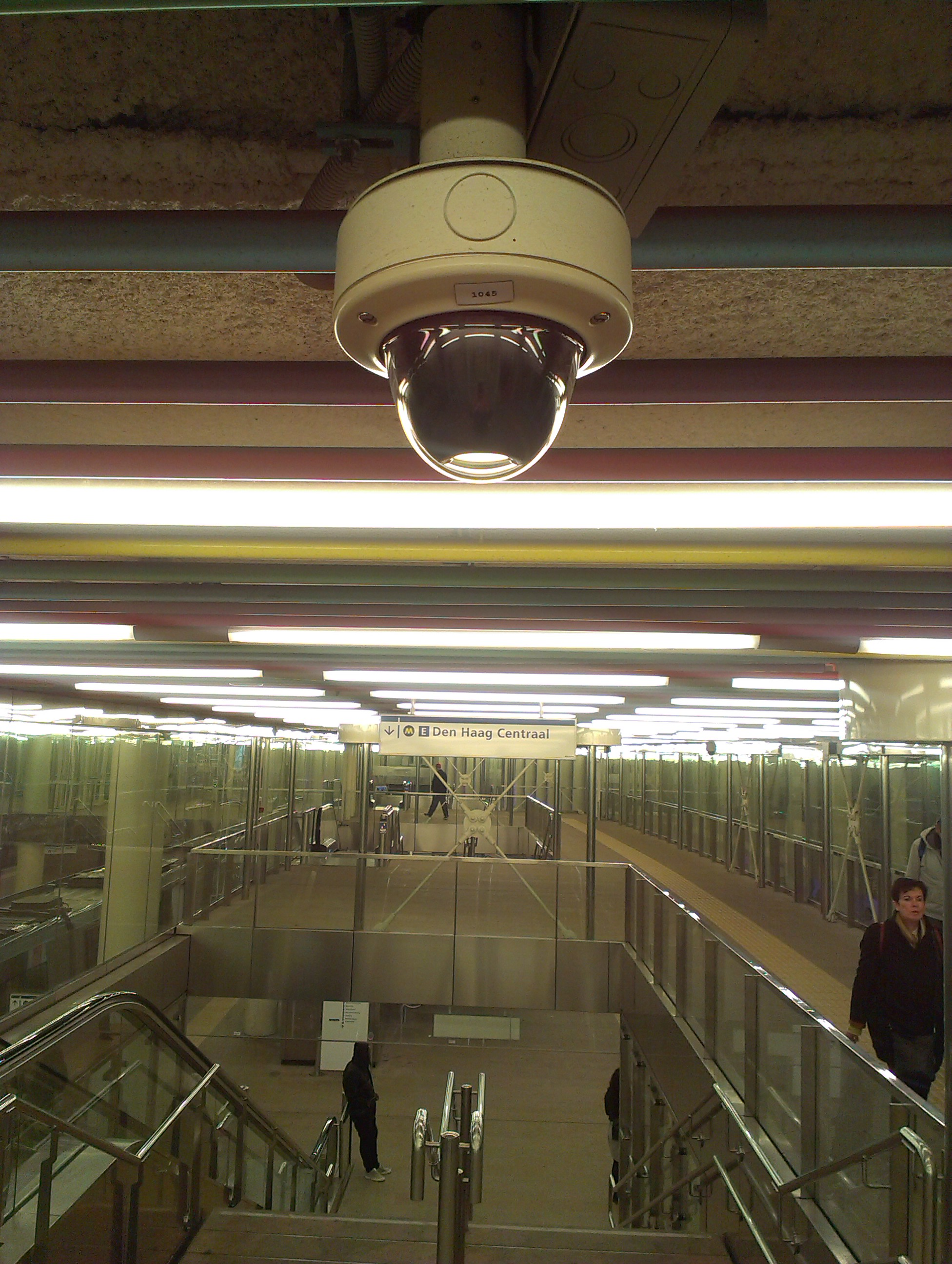

كاميرات المراقبة هي نظام كاميرات لنقل الصور للرصد عن مسافات بعيدة وقصيرة من أجل ضمان سلامة المنشآت والمباني من الداخل والخارج.

## أنظمة كاميرات المراقبة
تنقل الكاميرات الإشارة التي يتم التقاطها بطريقتين ولكل نوع منهما مزايا وعيوب. نعتمد في اختيارنا لنوع ما على ظروف المكان وظروف عمل الكاميرا والمسافة التي تنقل منها الإشارة وجودة الصورة المراد التقاطها
- أي بي كاميرا: وهي كاميرا تستعمل لمراقبة بعض الأمكنة مستعملة الإنترنت لنقل الفيديو الدي يكون مشفرا.
- النظام السلكي (نظام الكابلات): وهي  كاميرا متصلة بأسلاك وكابلات، لهذا النوع عيوب منها عدم إمكانية مد الكابل إلى جميع المناطق وعدم الحرية في اختيار مكان التركيب مع صعوبة نقل الكاميرات فيما بعد.
- النظام اللاسلكي: وهي كاميرا مراقبة دون استخدام أسلاك أو كابلات تستخدم تقنية الواي فاي (يتم تركيب هذا النوع دون استخدام كابلات عن طريق شبكة الموجه اللاسلكية ويتم مراقبتها عن طريق الإنترنت ومشاهدتها من الهاتف الذكى، إمكانية التسجيل على الكمبيوتر مع خاصية الرؤية الليلية الأشعة تحت الحمراء)
- المخفية: وهي كاميرا غير مرئية لأغراض التجسس أو الحامية بدون إشعار للأهداف.
- الخارجية: هي كاميرات المراقبة التي يتم استخدامها في المناطق والأماكن المكشوفة.
- الداخلية: هي الكاميرات التي يتم تركيبها واستخدامها في المناطق المغلقة الغير مكشوفة داخل الأبنية.
- المتحركة: هي كاميرات متحركة فهى تعمل في جميع الاتجاهات.

## الأنواع
تختلف كاميرات المراقبة من حيث الشكل والاستخدام وطريقة التوصيل والغرض فمنها الخارجى والداخلى والمتحرك والثابت.
- كاميرات خارجية هي كاميرات المراقبة التي يتم استخدامها في المناطق والأماكن المكشوفة  حيث انها تتميز بقدرتها على تحمل جميع أنواع الطقس والعوامل البيئية والجوية من حرارة شديدة وبرودة تستخدم في مراقبة الشارع أو المبنى من الخارج.
- كاميرات داخلية هي الكاميرات التي يتم تركيبها واستخدامها في المناطق المغلقة الغير مكشوفة داخل الأبنية. ولذا فهى تراقب المباني من الداخل.
- كاميرات متحركة PTZ  وهذه الكاميرات تصلح للمساحات الواسعة حيث انها تعمل في جميع الاتجاهات يمينا ويسارا إلى اعلى وإلى اسفل، تستطيع العمل في جميع الاتجاهات والتصوير على نطاق واسع والقدرة على الدوران تصل إلى 360 درجة أفقيا و90 درجة راسي
- كاميرات لاسلكية Wireless تنقل هذه الكاميرات الإشارة دون اسلاك وتتصل بشبكة النت عن طريق الواى فاى وتستخدم في الاماكن التي لا يمكن مد كابلات لها
- كاميرات شبكية IP وهي النوع الحديث أو الجيل الجديد وهي كاميرات بروتوكول الإنترنت. كاميرات شبكية يتم توصيلها بشكل مباشر على الموجه الخاصة بالانترنت وتنقل البيانات عبر الشبكة.يتم توصيلها مع أجهزة عرض وتسجيل وهي أيضا كاميرات مجهزة بالأشعة تحت الحمراء والمخصصة للمراقبة الليلية.

### مواصفات الفنية
- الدقة والوضوح.
- العمل بالأشعة تحت الحمراء.

## أجهزة التسجيل
تنقسم أجهزة التسجيل إلى قسمين رئيسيين هما:

### جهاز التسجيل الرقمى
يتم استخدام هذه الأجهزة لتسجيل وعرض الفيديوهات كما تقوم بتخزين الفيديو على الهارد ديسك أو الذاكرة الخارجية الفلاش ميمورى. تتعدد أنواع هذه الأجهزة حسب دقة ووضوح الكاميرا المتصلة بها.وتختلف أجهزة التسجيل حتى تتناسب مع جودة الكاميرات سواء كانت جودة عالية أو ضعيفة أو عالية جدا، كما تختلف حسب السعة التخزينية وعدد منافذ التوزيع للكاميرات فمنها اجهزة بها 4 منافذ حتى تصل إلى 64 منفذا

### جهاز التسجيل الشبكى
وهي أجهزة تسجيل شبكية يقوم بالتسجيل من كاميرات الشبكية مباشرة.

#### مزايا اجهزة التسجيل الشبكية
- يمكن توصيل عدد كبير من الكاميرات الشبكية به
- يمكن مراقبة النظام من اى حاسوب متصل بالشبكة
- الاستفادة إلى اعلى درجة من مكونات النظام لانه يتعامل مع اشارات رقمية
- امتلاك عدد كبير من المداخل والمخارج

#### كابلات التوصيل
- كبل متحد المحور:

يسمح هذا النوع من الكابلات بتشغيل الفيديو على كاميرات المراقبة باستخدام وتشغيل كابل واحد.يتوافر هذا النوع على شكل بكرات يصل الطول إلى 500 أو 1000 متر.ويعتبر هو أفضل الانواع للاستخدام في الدوائر التلفزيونية المغلقة. يتم صنع هذا الكابل من النحاس بنسبة 95 بالمئة من النحاس المظفر.وهو جيد جدالاشارات الترددات المنخفضة.
كابلات الإنترنت:
وهو اختصار لـ Unshielded twisted pair وأفضل أنواع هذه الكابلات هو CAT6 وهو اختصار ل Category 6 ويمكن معرفة هذا النوع من الكتابة التي عليه وتصل سرعة نقل البيانات إلى MB 100 إلى 100 ميجابت في الثانية.
- الكابلات الثنائية المجدولة:

إذا نظرنا إلى هذا الكبل من الداخل سوف نلاحظ أنه يتكون من مجموعة من الأسلاك؛ هذه الأسلاك تتواجد مجدولة على هيئة أزواج بحيث يكون لكل زوج منها لونه الخاص به، ولكن ما يجعل هذا الكابل مختلف أنه لا يحيطه أي غلاف حاجب، وهذا النوع من الكابلات لا يستخدم مع كل أنواع كاميرات المراقبة؛ ولكن يستخدم فقط مع كل من كاميرات الشبكة والتشابهية بحيث تتنوع من حيث بعد مسافة المراقبة. نسخة محفوظة 29 يوليو 2018 على موقع واي باك مشين.